# Olšany (Vysočina)
Olšany é uma comuna checa localizada na região de Vysočina, distrito de Jihlava.